# مارك ليندسي (موسيقي)
مارك ليندسي (بالإنجليزية: Mark Lindsay)‏ هو موسيقي ومغن مؤلف أمريكي، ولد في 9 مارس 1942 في يوجين في الولايات المتحدة.

## وصلات خارجية
- الموقع الرسمي
- مارك ليندسي على موقع IMDb (الإنجليزية)
- مارك ليندسي على موقع ميوزك برينز (الإنجليزية)
- مارك ليندسي على موقع أول ميوزيك (الإنجليزية)
- مارك ليندسي على موقع ديسكوغز (الإنجليزية)
- مارك ليندسي على موقع قاعدة بيانات الفيلم (الإنجليزية)